# Fratura proximal do úmero
A fratura proximal do úmero, ou fratura do úmero proximal, é uma fratura da parte superior do osso do braço (úmero). Os sintomas incluem dor, inchaço e diminuição da capacidade de mover o ombro. As complicações podem incluir lesão do nervo axilar ou da artéria axilar. 
A causa geralmente é uma queda sobre o braço ou um trauma direto no braço. Os fatores de risco incluem osteoporose e diabetes.  O diagnóstico é geralmente feito por meio de exames de raios X ou tomografia computadorizada. É um tipo de fratura do úmero.  Existe mais de um sistema de classificação.
O tratamento é geralmente feito com uma tipoia no braço por um curto período, seguido de exercícios específicos. Essa abordagem parece apropriada em muitos casos, mesmo quando os fragmentos estão separados.  A cirurgia é recomendada com menor frequência.
Casos de fratura proximal do úmero são comuns. Os idosos são, normalmente, os mais afetados. Nesta faixa etária, é o terceiro tipo de fratura mais comum, depois das fraturas de quadril e de Colles. As mulheres são afetadas com mais frequência do que os homens.

## Sinais e sintomas
Os sinais e sintomas típicos incluem dor, inchaço, hematomas e limitação da amplitude de movimento do ombro. Pode haver deformidade em fraturas graves, porém, a musculatura pode causar ausência de deformidade durante a inspeção.
A dormência na parte superior externa do braço e a fraqueza do músculo deltoide podem indicar lesão do nervo axilar. Os sintomas de má circulação sanguínea no braço são incomuns devido à circulação colateral no braço.

## Causas
Adultos jovens sem fatores de risco, geralmente, devem sofrer trauma significativo, como uma colisão de veículo motorizado.
Adultos mais velhos sofrem fraturas do úmero proximal mais frequentemente após uma queda de pé.

### Fatores de risco
Pessoas com maior risco de quedas têm maior probabilidade de sofrer uma fratura do úmero proximal, pois esse também é o mecanismo de lesão mais comum.
A osteoporose aumenta o risco de fraturas do úmero proximal.

## Fisiopatologia
A articulação do ombro consiste na cavidade glenoide da escápula e na cabeça do úmero. É uma articulação extremamente móvel estabilizada pelos tecidos moles circundantes, como a cápsula, os músculos e os ligamentos articulares. As tuberosidades maior e menor são pontos ósseos de referência anatômica do úmero proximal, e servem como locais de fixação para a musculatura.
As artérias circunflexas umerais anterior e posterior se ramificam da artéria axilar para fornecer a maior parte do suprimento de sangue ao úmero proximal.
O nervo axilar transcorre abaixo da articulação do ombro e inerva os músculos deltoide e redondo menor. Ele também proporciona sensação na parte da pele que cobre o ombro. Esse é o nervo lesionado com maior frequência em fraturas do úmero proximal devido à sua proximidade ao úmero proximal.
Os músculos que se ligam ao úmero proximal e podem causar uma força deformadora nos fragmentos de fratura incluem o peitoral maior, o deltoide e os músculos do manguito rotador.

## Diagnóstico
As incidências radiográficas padrão do ombro incluem a anteroposterior verdadeira (AP verdadeira), o perfil da escápula (incidência em Y ou do túnel do supraespinhal) e a incidência axilar. Uma incidência de Velpeau pode ser feita como alternativa à incidência axilar se o examinando não conseguir posicionar o ombro para obter uma imagem adequada. Isso pode ser obtido fazendo com que o examinado se incline 45 graus para trás enquanto o feixe de raios X está apontado para o chão.
Uma tomografia computadorizada do ombro lesionado pode ser realizada para melhor caracterização da fratura e para determinar o envolvimento articular. A TC também é uma opção se não for possível obter uma visão axilar.
A ressonância magnética normalmente não é indicada no caso de fratura do úmero proximal, embora possa ser útil para avaliar lesões em estruturas de tecidos moles, como os músculos do manguito rotador.

### Classificação
A classificação de Neer é uma das mais utilizadas para fraturas do úmero proximal. Ela divide o úmero proximal em quatro segmentos anatômicos: cabeça umeral, tubérculo maior, tubérculo menor e diáfise. Apesar de amplamente utilizada, essa classificação apresenta baixa concordância entre os avaliadores, embora treinamentos formais possam gerar maior consenso.
A classificação da Arbeitsgemeinschaft für Osteosynthesefragen/Orthopaedic Trauma Association (AO/OTA) também é amplamente empregada para fraturas do úmero proximal. Ela categoriza as fraturas com base na localização e complexidade, distinguindo entre fraturas unifocais e bifocais, e considerando se a fratura envolve ou não a superfície articular.

## Tratamento
O tratamento das fraturas do úmero proximal pode ser conservador (não cirúrgico) ou cirúrgico, dependendo da estabilidade da fratura, a ser avaliada por exames de imagem e exame clínico.

### Tratamento conservador
A maioria das fraturas do úmero proximal é estável e pode ser tratada sem cirurgia. O tratamento conservador típico inclui imobilização do ombro com tipoia. Recomenda-se acompanhamento clínico e radiográfico semanal para monitorar a consolidação da fratura e manter o alinhamento adequado.
Exercícios de amplitude de movimento passiva podem ser iniciados quando a dor diminuir, com a assistência de um fisioterapeuta.
Quando bem indicado, o tratamento conservador apresenta bons resultados em termos de consolidação da fratura e restauração da função do braço.

### Tratamento cirúrgico
As opções cirúrgicas para fraturas instáveis do úmero proximal incluem:
- Redução fechada com fixação percutânea (CRPP);
- Redução aberta com fixação interna (RAFI);
- Fixação com haste intramedular;
- Artroplastia do ombro;
- Artroplastia reversa do ombro.

## Epidemiologia
As fraturas do úmero proximal representam aproximadamente 4 a 7% de todas as fraturas em adultos. É a fratura mais comum do úmero e a mais frequente na cintura escapular.
A incidência é maior em mulheres do que em homens, ocorrendo com maior frequência em adultos mais velhos. A idade média dos pacientes com esse tipo de fratura varia entre 63 e 66 anos.

## Populações especiais

### Crianças
Em crianças pequenas, uma fratura do úmero proximal pode ser um sinal de abuso infantil. Em crianças mais velhas e adolescentes, essas fraturas ocorrem frequentemente em contextos esportivos ou traumas.
Devido à grande capacidade de remodelação óssea nessa região, a maioria das fraturas do úmero proximal em crianças pode ser tratada de forma não-cirúrgica. No entanto, em crianças mais velhas, nas quais o tempo para remodelação óssea é menor, a cirurgia pode ser indicada com mais frequência.